# Državna cesta D40
D40 je državna cesta u Hrvatskoj. Ukupna duljina iznosi 3,1 km.